# Lycée Saint-Joseph d'Avignon
Pour les articles homonymes, voir Lycée Saint-Joseph.
Le lycée Saint-Joseph d’Avignon est un lycée privé  jésuite situé dans la ville d’Avignon (Vaucluse, Provence-Alpes-Côte d'Azur ; académie d’Aix-Marseille ; archidiocèse d’Avignon).
L’établissement, fondé en 1850, permet la formation des lycéens et d’étudiants post-bac, notamment par le biais d’une classe préparatoire aux grandes écoles .

## Histoire
Arrivée jésuites et premier collège
Au XVe siècle se développe à partir du Sud de l’Europe (Italie, Provence) un grand mouvement de pensée qui affecte tous les domaines : politique , économique, social, religieux, artistique, et intellectuel. Ce mouvement qu’on a appelé « Humanisme » (de Humanus, « humain ») entend rompre avec la pensée et le style de vie médiévaux et a pour finalité l’épanouissement maximum de toutes les possibilités positives de l’homme, dans sa vie personnelle comme en société.
Dans le domaine de l’éducation, l’humanisme remet au premier plan l’esprit et les savoirs de l’antiquité ; il entend dispenser un enseignement qui équilibrera harmonieusement le corps, la tête, et l’âme. Au XVIe siècle, les Jésuites, jeune ordre dynamique, se font les champions de cette « nouvelle éducation ».
Le collège d’Avignon a failli être le plus ancien des collèges ouverts en terre Française. Son projet date en effet de 1553, du vivant d’Ignace de Loyola et des toutes premières années de la Compagnie. Mais des péripéties retardèrent ce projet qui ne prit corps que 10 ans plus tard, et Avignon ne fut finalement « qu’un » des premiers collèges ouverts sur le territoire français.
1553 : premier essai raté
Lorsque le nouveau légat, le cardinal Alessandro Farnèse, fait son entrée à Avignon, le 16 mars 1553, il y a dans son cortège deux Pères jésuites (ou plutôt, comme disent les chroniqueurs de l’époque : « 2 membres de l’Institut de Clercs Réguliers récemment fondé par maître Inigo de Loyola »). Ces deux pères sont là pour réaliser un projet précis du cardinal légat : ouvrir un collège à Avignon et même déjà choisir son emplacement dans la ville. On peut être surpris car la Compagnie n’avait encore que 12 ans d’existence, elle ne s’adonnait à l’enseignement que depuis 5 ans, et sa 1re fondation (le Collège Romain) n’était même pas encore achevée. Mais , outre qu’il était le petit-fils de Paul III (le pape qui venait d’approuver la Compagnie et la protégeait puissamment), le cardinal Farnèse avait des liens d’amitié personnels avec Ignace de Loyola. Avant de partir pour Avignon, il lui avait demandé d’y ouvrir un collège et on pouvait difficilement le lui refuser. Mais ce projet, qui paraissait pourtant bien engagé, va prendre 10 ans pour se réaliser. Il y avait déjà 4 collèges à Avignon plus 6 noviciats des Ordres religieux, mais ils fonctionnaient encore sur le mode médiéval et un collège humaniste, tel celui des jésuites, aurait été bien venu. Mais, manque de chance, l’année précédente, le conseil de ville avait signé un contrat avec un maître qui avait ouvert un de ces collèges à la nouvelle mode : le collège St Paul. Financièrement c’était déjà une charge suffisante pour la ville…et les pères jésuites repartirent.La première rentrée eut lieu le 2 janvier 1850 : «on avait commencé à installer les salles de classe dans la grande maison St Pierre de Luxembourg mais il faisait un froid intense depuis 15 jours et on avait du arrêter le chantier. Plusieurs classes étaient donc encore sans porte ni fenêtres. Le mistral soufflait aigu et glacial. Les pères réunirent enfants et parents dans une grande salle du 1er étage et après l’appel et un mot de bienvenue on leur donna rendez-vous pour le Samedi matin 5 janvier.» Telle fut la 1re rentrée du futur collège Saint-Joseph qui ne s’appelait encore que « l’externat libre Saint-Joseph ». Il y avait 120 élèves au 1er appel, qu’on répartit en 4 classes. À la fin de l’année, le nombre ayant augmenté, on dut dédoubler la 6e. La 1ère distribution des prix eut lieu le 16 août (on avait gardé les dates de vacances de l’ancien régime) et, faute d’une pièce de théâtre comme autrefois, « la fanfare du 22me léger anima la solennité ».
1564 : deuxième essai réussi
10 ans plus tard, le cardinal Farnèse a toujours en tête son idée de collège, il l’a même plus que jamais car les vieux collèges d’Avignon ferment leur porte les uns après les autres et le protestantisme progresse partout dans la région (plus ou moins soupçonnée d’hérésie, l’université elle-même vient de fermer). Cette fois le terrain est mûr : le Père Général (Jacques Lainez) tout frais rentré du Concile de Trente ne fait aucune difficulté pour accorder des Pères et le conseil de ville n’en fait aucune pour mettre la main à la poche car » les jésuites offraient des garanties de stabilité et d’orthodoxie qu’il était de plus en plus difficile de trouver »
Bref, cette fois, le projet prend corps et se réalise : en Novembre 1564 les pères prenaient possession de la maison de la Motte, allouée à eux par le conseil de ville, et le premier mois de l’année 1565, » un peu retardés par la peste qui sévissait jusque là dans la ville « , les cours s’ouvrirent.
Si le nouveau collège (notre lycée) a été construit d’un seul jet fin XIXme et selon un plan bien déterminé, il n’en fut pas de même de l’Ancien Collège. Partis de bâtiments disparates, données par le Conseil de Ville en 1564. Il se modifia peu à peu.
On peut cependant le compter dans l’architecture jésuite car il comporte quelques éléments (comme l’arceau jeté sur la rue Mistral, ou le grand portail) qui sont une signature jésuite
1572
En 1572, le noviciat est créé et s’installe en surplus dans ces bâtiments. C’en fut trop ! Et à la demande des pères, le conseil de ville achète une maison de l’autre côté de la rue pour y installer les salles de classe.
A ce moment-là, le Frère Martellange, architecte officiel de la Compagnie, est appelé pour dresser les plans d’un collège « selon la Compagnie ».
Mais ce plan ne pourra jamais se réaliser car le collège d’Avignon s’était trop bâti de bric et de broc pendant un demi-siècle
... en cours
1870
Dans l’été on installa un pensionnat. Le 12 octobre au soir la communauté (20 pères et 3 frères) emménagea dans le collège : chacun prit possession de sa chambre, puis le père-recteur réunit tout le monde dans la cour, sous les platanes, et on remercia Saint Joseph. Avec les pères, se trouvait un jeune élève, Hélion de Barème, qui attendait depuis un mois l’ouverture du pensionnat. Ce fut le premier interne de Saint-Joseph. Le 21 octobre, les pensionnaires s’installèrent et le 22 au matin les classes commencèrent. Il y avait 250 élèves contre 120 l’année précédente. Le 9 décembre, l’archevêque vint bénir la « chapelle » (un hangar qu’on avait aménagé à cet usage), et en janvier on ajouta aux externes et pensionnaires des demi-pensionnaires et des « externes restants » (qui restent à l’étude du soir).
Saint-Joseph est aujourd'hui l'un des quatre établissements sous tutelle jésuite dans le Sud de la France avec le lycée Saint-Joseph de Tivoli à Bordeaux, Le Caousou de Toulouse et l'école de Provence ainsi que l'école Chevreul-Blancarde à Marseille.

## Langues enseignées
- Anglais (LV1 ou LV2), anglais LV1 renforcé (spécialité première littéraire), section européenne
- Allemand (LV1 ou LV2), section européenne
- Espagnol (LV1 ou LV2), section européenne
- Italien (LV2 ou LV3)
- Chinois (LV3)
- Japonais (LV3)
- Latin
- Grec

## Le lycée et le Festival d'Avignon
À l'initiative de Paul Puaux, la cour du lycée sera utilisée par le Festival d'Avignon pour accueillir des spectacles durant le mois de juillet 1969.

## Personnalités (anciens étudiants)
- Isidore Méritan (1862-1928), homme politique et avocat, député de Vaucluse[5]
- Jonathan Munoz (1984- ), illustrateur, auteur de bande dessinée.
- Claude-François de Narbonne-Pelet (1688-1760)
- Jean-Louis Trintignant (1930-2022), acteur et réalisateur[6]
- Étienne de Vaux (1922-1945), Compagnon de la Libération.
- Jean-Paul Vignon (1935-2024), acteur et chanteur.

## Pour approfondir